# Aurelio Manaresi
Aurelio Manaresi (Castelguelfo, 7 marzo 1895 – Bologna, 30 marzo 1942) è stato un dirigente d'azienda e politico italiano.

## Biografia
Nato a Castelguelfo il 7 marzo 1895, terzo dei cinque figli di Cleto e Adele Alvisi, si trasferisce a Bologna per gli studi superiori. Collaboratore de il Resto del Carlino fin dal 1914 sotto la direzione di Nello Quilici, fervente interventista, partecipa alla prima guerra mondiale come capitano degli Alpini. Cognato di Dino Grandi, lo sostiene nella scalata al potere sul quotidiano bolognese, nel quale entra nel consiglio di amministrazione. Ha rappresentato la provincia di Bologna nel consiglio generale del Banco di Napoli ed è stato presidente del consiglio di amministrazione del Monte dei Pegni di Bologna..